# 圣乌特里耶
圣乌特里耶（法語：Saint-Outrille，法語發音：[sɛ̃.t‿utʁij]）是法国谢尔省的一个市镇，位于该省西部，属于维耶尔宗区。

## 地理
圣乌特里耶（47°8'38"N, 1°50'26"E）面积12.48 平方千米，位于法国中央-卢瓦尔河谷大区谢尔省，该省份为法国中部省份，北起卢瓦雷省，西接卢瓦-谢尔省和安德尔省，南至克勒兹省，东南接阿列省，东临涅夫勒省。
与圣乌特里耶接壤的市镇（或旧市镇、城区）包括：格拉赛、奥维尔、勒布尔桑、圣弗洛朗坦。

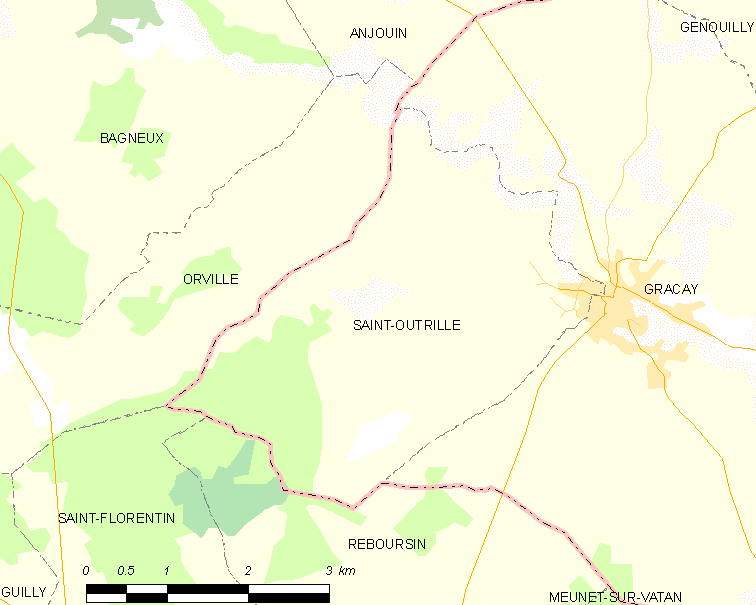
圣乌特里耶的OSM定位图

圣乌特里耶的时区为UTC+01:00、UTC+02:00（夏令时）。

## 行政
圣乌特里耶的邮政编码为18310，INSEE市镇编码为18228。

## 政治
圣乌特里耶所属的省级选区为维耶尔宗第二县。

## 人口

1962-2008年间圣乌特里耶人口变化图示

圣乌特里耶于2022年1月1日时的人口数量为215人。